# 2002 في الأرجنتين
فيما يلي قوائم الأحداث التي وقعت خلال عام 2002 في الأرجنتين.

## سياسة

### تعيين في المنصب
- 2 يناير – إدواردو دوالده رئيس الأرجنتين.

### انتهاء فترة المنصب
- 2 يناير – ادواردو كامانو رئيس الأرجنتين.
- 4 يناير – إدواردو دوالده عضو مجلس الشيوخ الأرجنتيني.
- 21 فبراير – كارلوس خواريز عضو مجلس الشيوخ الأرجنتيني.
- 3 يوليو – راؤول ألفونسين عضو مجلس الشيوخ الأرجنتيني.

## برامج ومسلسلات وأنمي
- بنات الميتم

## وفيات

### مارس
- 24 مارس – سيزار ميلشتاين (مواليد 1927)

### ديسمبر
- 24 ديسمبر – تيتا ميريلو (مواليد 1904)